# Bagüés
Bagüés település Spanyolországban,  Zaragoza tartományban. Bagüés Canal de Berdún, Longás, Mianos és Los Pintanos községekkel határos. Lakosainak száma 17 fő (2024).

## Népesség
A település lakosságának változását az alábbi diagram mutatja:
| Lakosok száma | 42   | 43   | 33   | 28   | 20   | 15   | 11   | 17   | 15   | 17   |
|               | 2001 | 2004 | 2007 | 2009 | 2012 | 2014 | 2017 | 2019 | 2022 | 2024 |